# Ion Etxaniz
Ion Etxaniz Llamas (Elorrio, 10 de enero de 1991) es un futbolista español. Juega como delantero y actualmente pertenece a la plantilla del Sestao River.

## Trayectoria
Etxaniz es un delantero formado en Lezama y sería considerado uno de los mejores rematadores de las categorías inferiores del Athletic. Debido a las lesiones, una de ligamento cruzado, y a pesar de jugar cedido la temporada 2011-12 en el Sestao River donde marcó 13 goles, no consiguió asentarse en el Bilbao Athletic, por lo que en 2013 decidiría al acabar su etapa en el filial bilbaíno para jugar en las filas del Barakaldo CF.
Más tarde, jugaría en el CD Tudelano, SD Leioa, SD Gernika, Pontevedra CF y el CD Ebro antes de volver a casa para alistarse en el Arenas Club de la Segunda División B de España, donde desembarcó en el verano de 2018.
En agosto de 2020, tras dos temporadas en las filas del Arenas Club, firma por el Club Deportivo El Ejido 2012, recién ascendido a la Segunda División B de España.
En la temporada 2021-22, se compromete con el Linares Deportivo de la Primera División RFEF, con el que anota 15 goles.
El 28 de junio de 2022, firma por el Club de Fútbol Intercity de la Primera División RFEF.El 27 de enero de 2024 fichó por Unionistas de Salamanca CF de Primera División RFEF.Seis meses después regresó al Sestao River.

## Clubes
| Club                         | País   | Año           |
| ---------------------------- | ------ | ------------- |
| Club Deportivo Basconia      | España | 2009-2010     |
| Bilbao Athletic              | España | 2009-2013     |
| Sestao River (cedido)        | España | 2011-2012     |
| Barakaldo CF                 | España | 2013-2014     |
| CD Tudelano                  | España | 2015          |
| SD Leioa                     | España | 2015-2016     |
| SD Gernika                   | España | 2016-2017     |
| Pontevedra CF                | España | 2017-2018     |
| CD Ebro                      | España | 2018          |
| Arenas Club                  | España | 2018-2020     |
| Club Deportivo El Ejido 2012 | España | 2020-2021     |
| Linares Deportivo            | España | 2021-2022     |
| Club de Fútbol Intercity     | España | 2022-2024     |
| Unionistas de Salamanca CF   | España | 2024          |
| Sestao River                 | España | 2024-presente |